# Sulcophanaeus chryseicollis
Sulcophanaeus chryseicollis är en skalbaggsart som beskrevs av Edgar von Harold 1863. Sulcophanaeus chryseicollis ingår i släktet Sulcophanaeus och familjen bladhorningar. Inga underarter finns listade i Catalogue of Life.